# Crișana

Crișana din România

Crișana (magh. Körösvidék, germ. Kreischgebiet sau Kreischland) este o regiune istorică situată pe teritoriile României și Ungariei, având ca limite naturale râul Tisa la vest, râul Mureș la sud, Munții Apuseni în est și râul Someș în nord.

## Etimologie
Denumirea antică a Crișurilor era Chrisola care pare a fi în legătură cu Χρισός: „aurit” în grecește, din cauza particulelor de aur provenind din Munții Apuseni.

## Istorie

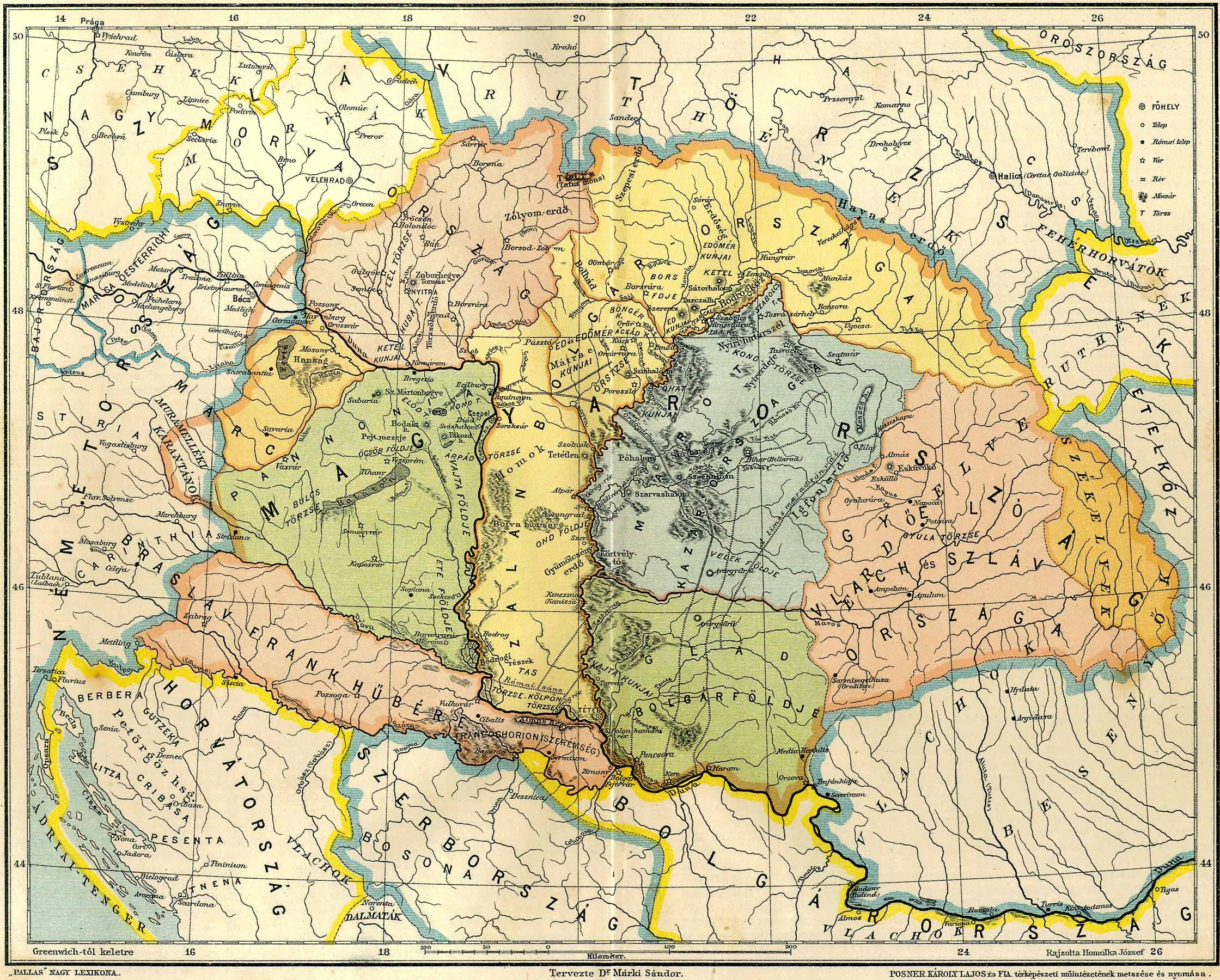
Crișana (Kazars sau Khazar's Land) în albastru pe o hartă maghiară din anii 1890, bazată pe Gesta Hungarorum

Din punct de vedere istoric, Crișana apare sub denumirea de Márot Kazárorszag („țara Hazarului Marot”) în cronica notarului Anonymus al regelui ungur Béla al III-lea și pe harta doctorului Márki Sándor (1853-1925). Conform acestei cronici, „Țara Hazarului Marot” și a urmașului său „Menumorut”, avea ca reședință cetatea Biharea. În lupta cu ungurii sosiți în anul 896, Menumorut pierde partea de nord-vest a cnezatului său până la Criș, păstrând numai partea dintre Criș și Mureș, cu cetatea Biharea.

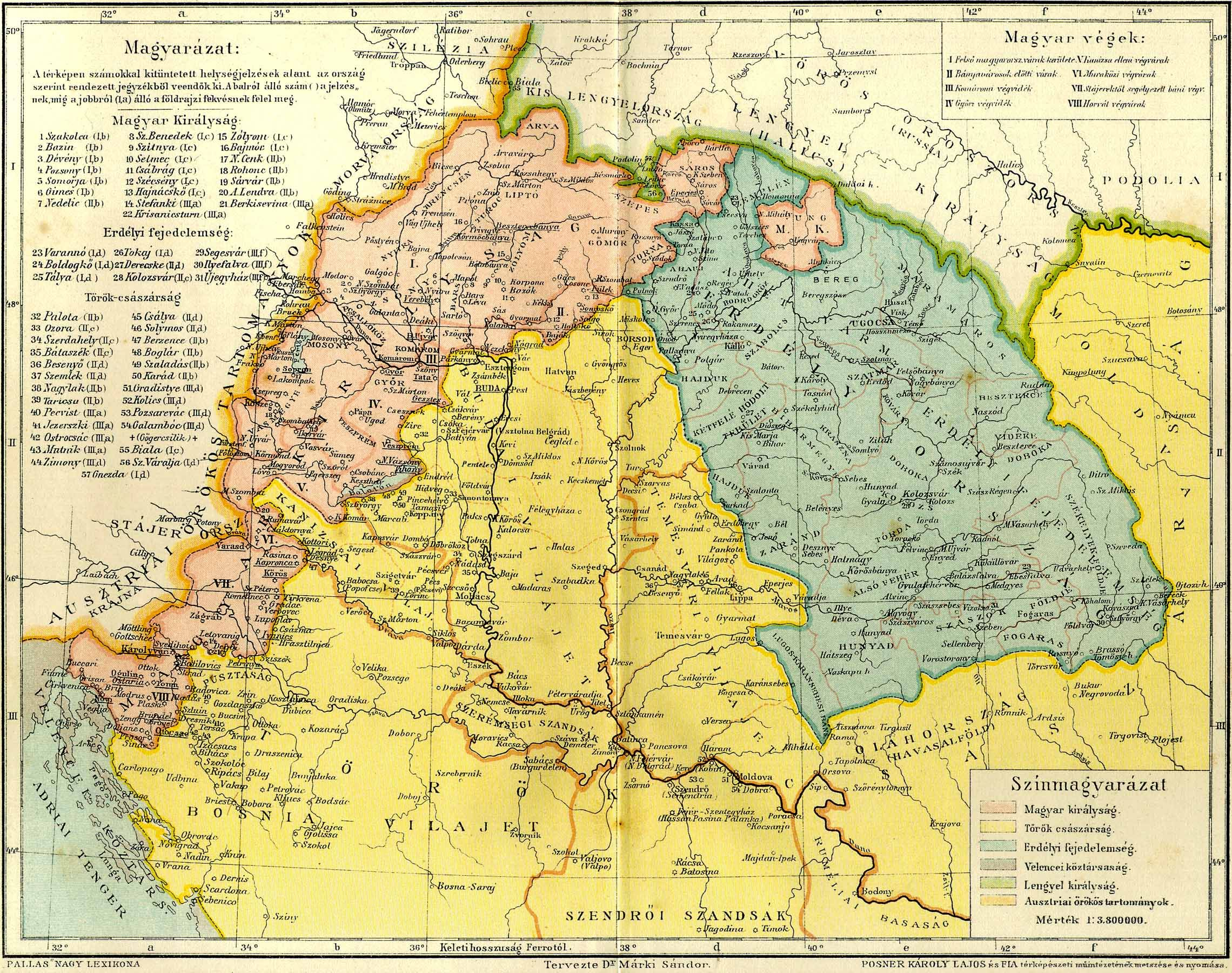
Crișana în 1629 împărțită între Partium („Părțile Regatului Ungar” anexate la Principatul Transilvaniei în 1570, în verde) și vilaietul otoman al „Timișoarei” (în galben).

Existența acestui cnezat, a conducătorilor „Marot” și „Menumorut” (poate același personaj) precum și a cetății Biharea este disputată, cronica lui Anonymus conținând multe contraziceri, aproximații și omisiuni, dar contextul epocii este totuși evocat, de exemplu prin afirmația că Menumorut ar fi avut „suzerani bulgari”. După întemeierea statului maghiar, Crișana nu a constituit un ducat (cum susțin unele publicații), ci a fost împărțită în varmeghii (comitate); după 1526, partea de nord-est a intrat în Principatul Transilvaniei („Partium”) iar partea de sud-vest în eialetul Timoșoarei din Imperiul Otoman. În 1699, Crișana a intrat în totalitate în Imperiul Habsburgic.
La 1 decembrie 1918, deputații români decid în unanimitate unirea Transilvaniei, Banatului, Crișanei, Sătmarului și Maramureșului cu România, cu păstrarea unei autonomii locale, pe baze democratice, cu egalitatea naționalităților și a religiilor. Precum fusese mai înainte și la Chișinău la 9 aprilie și la Cernăuți la 28 noiembrie, la Alba Iulia, a fost, de fapt, un plebiscit al tuturor românilor respectiv din Basarabia, Bucovina, Transilvania, Maramureș, Crișana și Banat. Tot la Alba Iulia, cu prilejul Adunării, se constituie Marele Consiliu Național Român, format din 200 de membri aleși și 50 de membri cooptați. A doua zi, acest Consiliu numește un guvern provizoriu, numit Consiliul Dirigent al Transilvaniei, în frunte cu Iuliu Maniu. Consiliul trimite o delegație la București, condusă de episcopul de Caransebeș, Miron Cristea (viitorul patriarh al României) care, la 1/14 decembrie, înmânează regelui Ferdinand I declarația de la Alba Iulia.

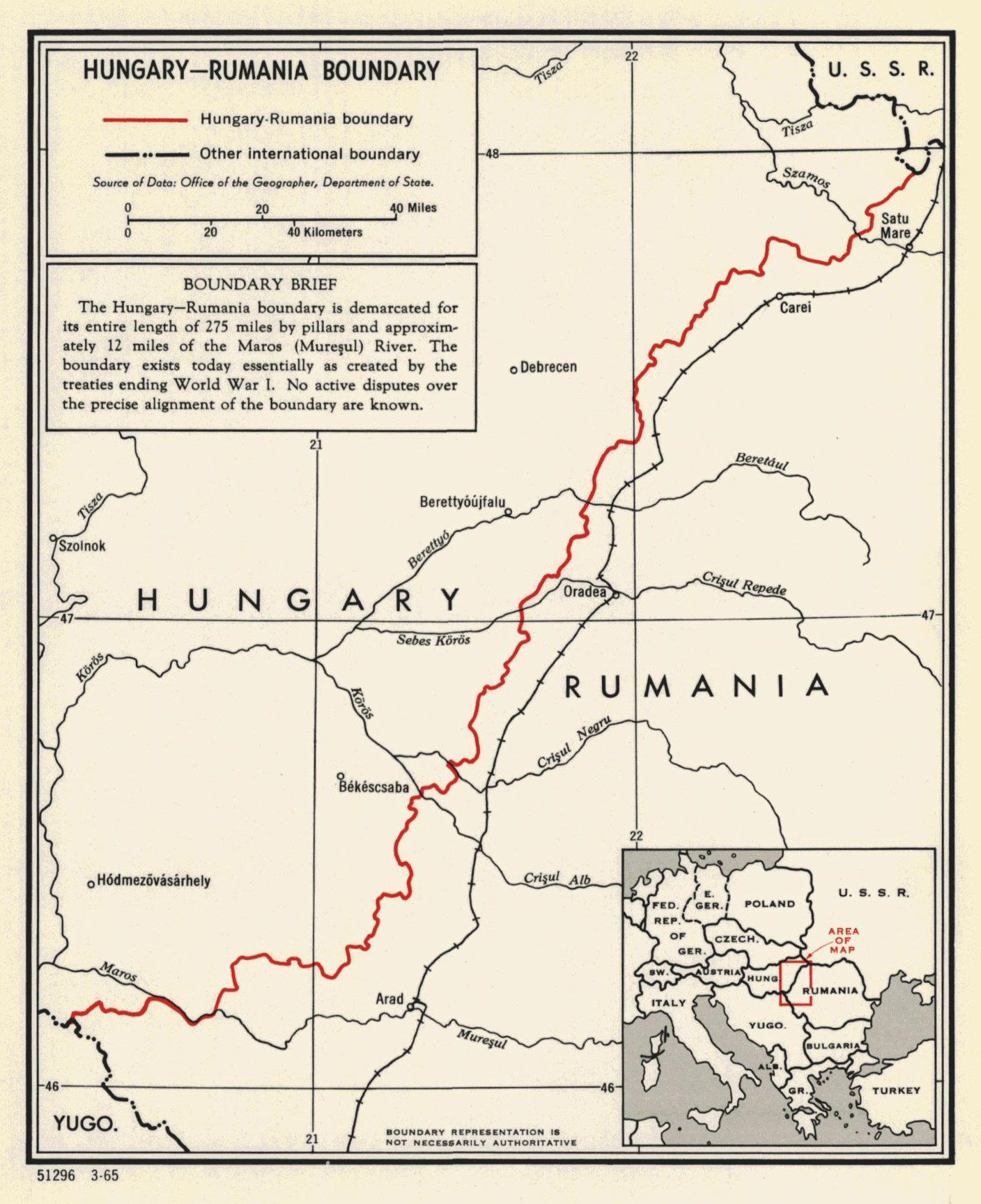
Frontiera româno-maghiară

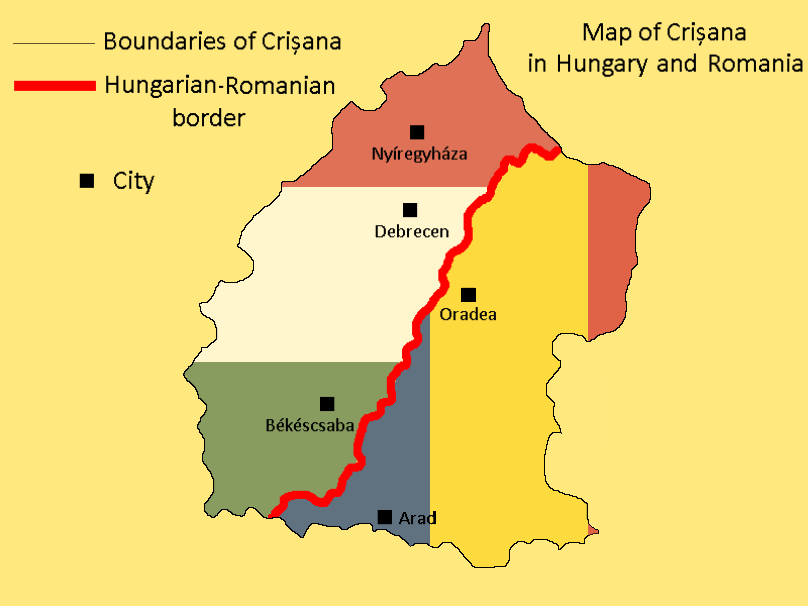
Teritoriul Crișanei în România și Ungaria

La 11/24 decembrie, regele Ferdinand promulgă decretul de sancționare a unirii (totodată și a Bucovinei și Basarabiei). Crișana a fost împărțită în 1919 între România și Ungaria, frontiera fiind trasată de Comisia geografică internațională „Lord” conform propunerilor geografului francez Emmanuel de Martonne, ca să cuprindă în România calea ferată Halmeu-Moravița care asigură legătura între cei trei aliați ai Franței anume Cehoslovacia, România și Iugoslavia. Această frontieră este contestată de guvernul maghiar de la Budapesta condus de Mihály Károlyi care nu recunoaște decretul de sancționare al Unirii și protestează fiindcă Bihorul de nord-vest, Sălajul de vest precum și Sătmarul de sud-vest erau majoritar ungurești (inclusiv orașele Satu-Mare, Oradea și Arad) cum reiese și din recensământul din 1930. Va fi recunoscută de Ungaria abia la tratatul de la Trianon, la data de 4 iunie 1920.

## Geografie
Fizic, regiunea Crișana este situată între râurile Mureș, Someș, Tisa și culmile Munților Apuseni. Punctele extreme sunt: 20°45’ long. E (Nădlac la vest) și 22°39’ (Târnăvița la est) long. E, respectiv 45°58’ (Labașinț la sud) și 46°38’ latitudine nordică (Berechiu la nord).

### Relief
Altitudinea maximă este vârful Bihorului (Cucurbăta Mare), 1849 m. Vârful Budeasa ajunge la 1790 m, vf. Cârligați la 1693 m. Principalele unități de relief sunt Câmpia de Vest, Dealurile de Vest, Munții Plopișului, Munții Pădurea Craiului, Munții Bihor, Munții Zărandului și Munții Codru-Moma(Grupe montane din Munții Apuseni, Apusenii la rândul lor făcând parte din Carpații Occidentali). Partea maghiară (Körösvidék) este Câmpia Crișurilor (Körösalföld) care face parte din Câmpia Tisei și era, până la drenajele din sec. al XIX-lea, în mare parte mlăștinoasă.

### Rețeaua hidrografică
Principalele cursuri de apă sunt Crișul Alb, Crișul Negru, Crișul Repede și Barcăul. Principalele lacuri sunt Pețea (carstic și de baraj antropic), Cefa și Mădăraș. La Sud regiunea Crișana este limitată de râul Mureș care o desparte de Banat.

### Împărțiri politice și orașe
Crișana este compusă din:
- pe teritoriul României: județul Bihor (fiind singurul județ al regiunii care își are teritoriul în întregime în cuprinsul regiunii), cea mai mare parte a județelor Arad și Sălaj, extremitatea sudică a județului Satu Mare și extremitatea nordică a județului Hunedoara;
- pe teritoriul Ungariei: comitatul Biharia (în maghiară Hajdú-Bihar), comitatul Bichiș (în maghiară Békés), cea mai mare parte din comitatul Szabolcs-Szatmar-Bereg, precum și părțile de la est de Tisa ale comitatelor Csongrad și Jasz-Nagykun-Szolnok.

Capitala tradițională este Oradea (magh. Nagyvárad = „marea așteptare”, în română Oradea Mare). 
Alte orașe importante sunt: 
- În România:
  - Aleșd, Arad, Beiuș, Brad, Carei, Chișineu-Criș, Ineu, Marghita, Nădlac,Nucet, Pâncota, Salonta, Sebiș, Ștei, Tășnad, Valea lui Mihai și Vașcău;
  - Cehu Silvaniei, Șimleu Silvaniei și Zalău sunt orașe din Silvania uneori considerată ca o regiune tradițională distinctă de Crișana.
- În Ungaria:

Bichișciaba (Békéscsaba), Debrețin (Debrecen), Jula (Gyula) și Makó (Macău). 

## Steme
Există două steme propuse pentru Crișana: nici una, nici cealaltă nu sunt oficiale.

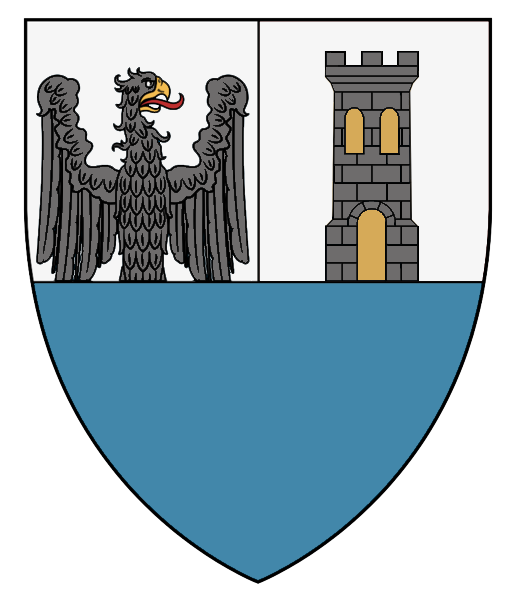
Stemă concepută de familia Flondor
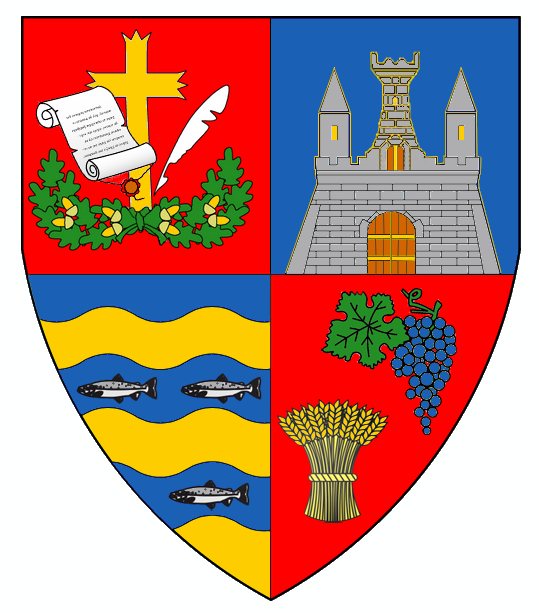
Stemă concepută de heraldiștii Muzeului Țării Crișurilor din Oradea, îmbinând stemele județelor Arad și Bihor

## Galerie

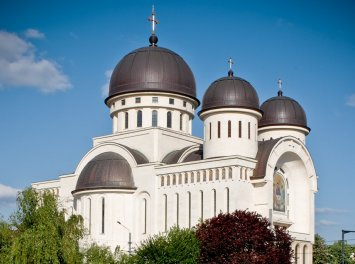
Catedrala ortodoxă din Arad
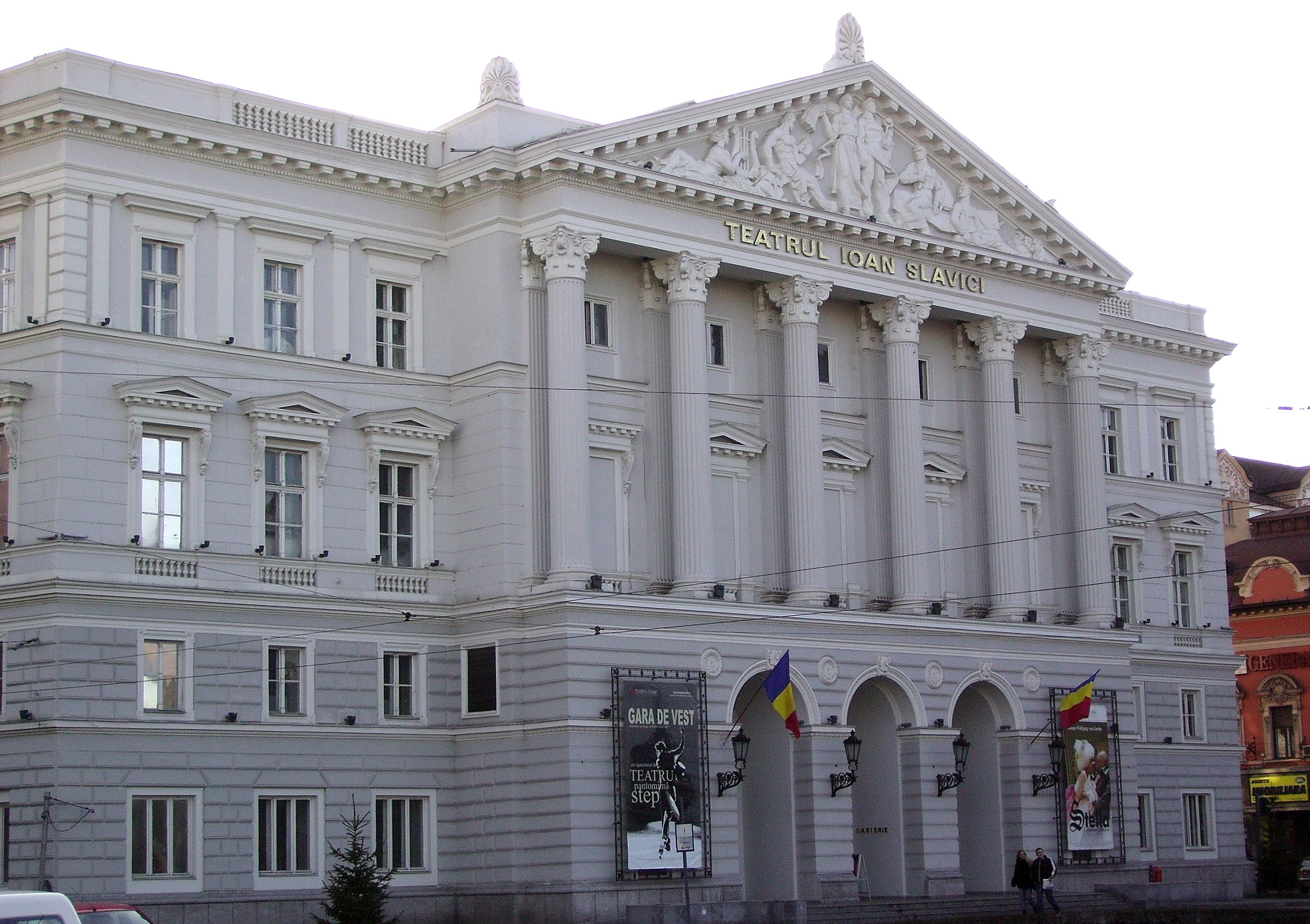
Teatrul clasic „Ioan Slavici” din Arad
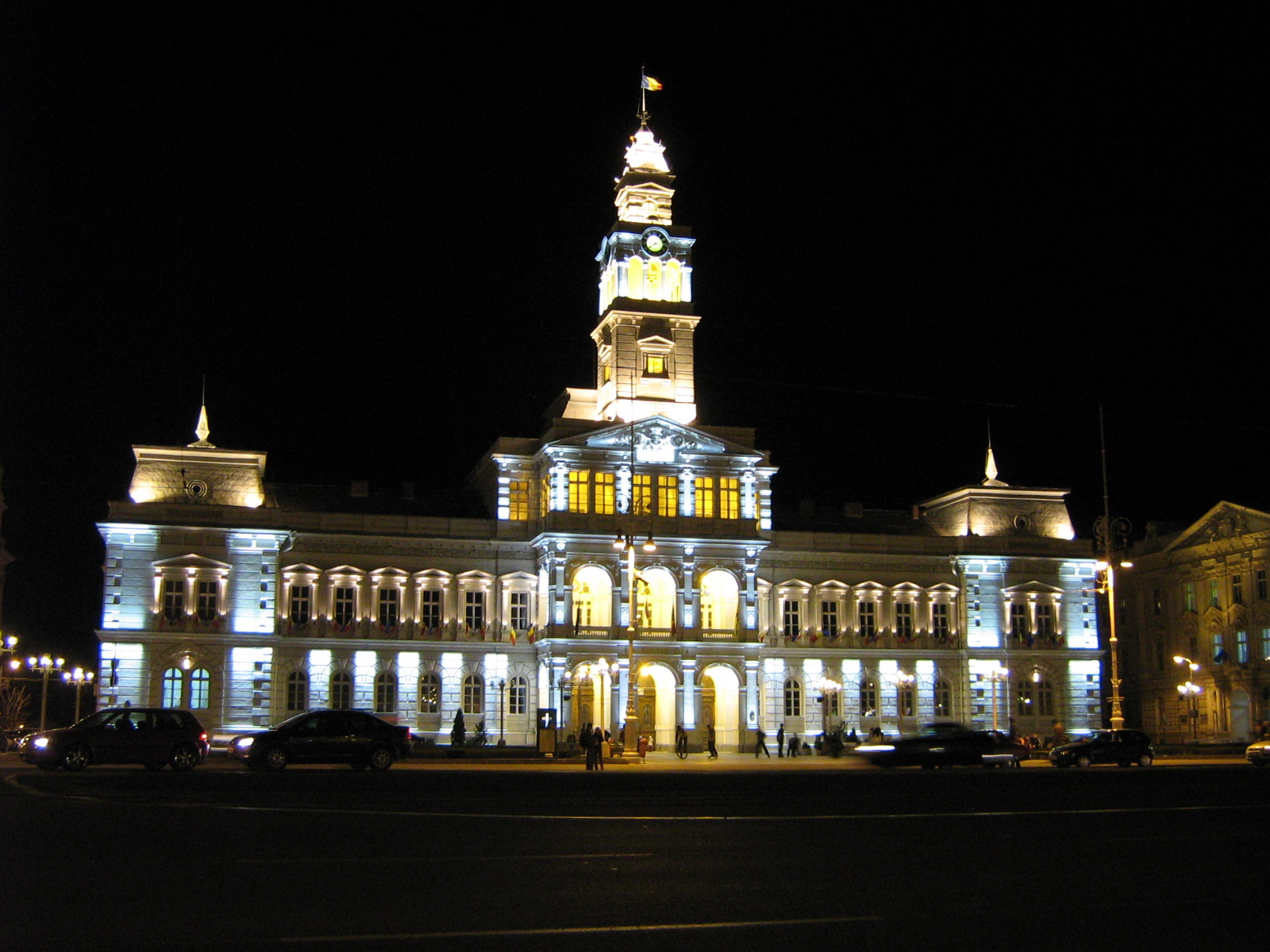
Palatul Administrației din Arad
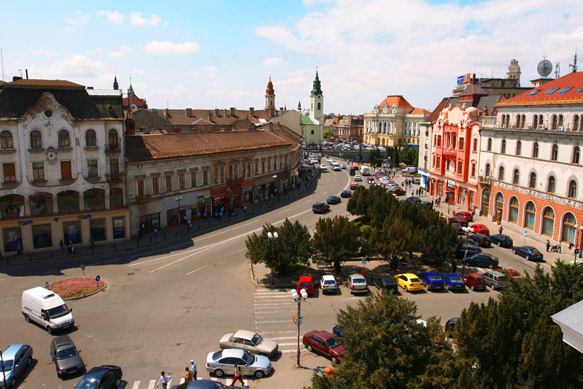
Oradea - Piața Ferdinand
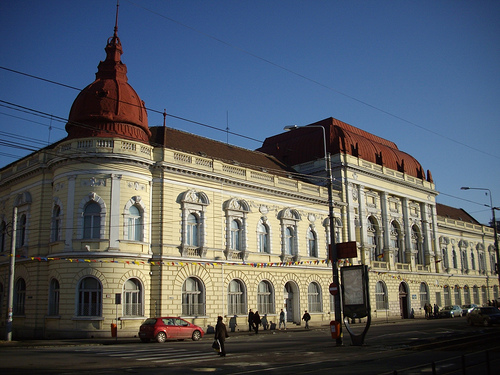
Facultatea de Medicină din Oradea
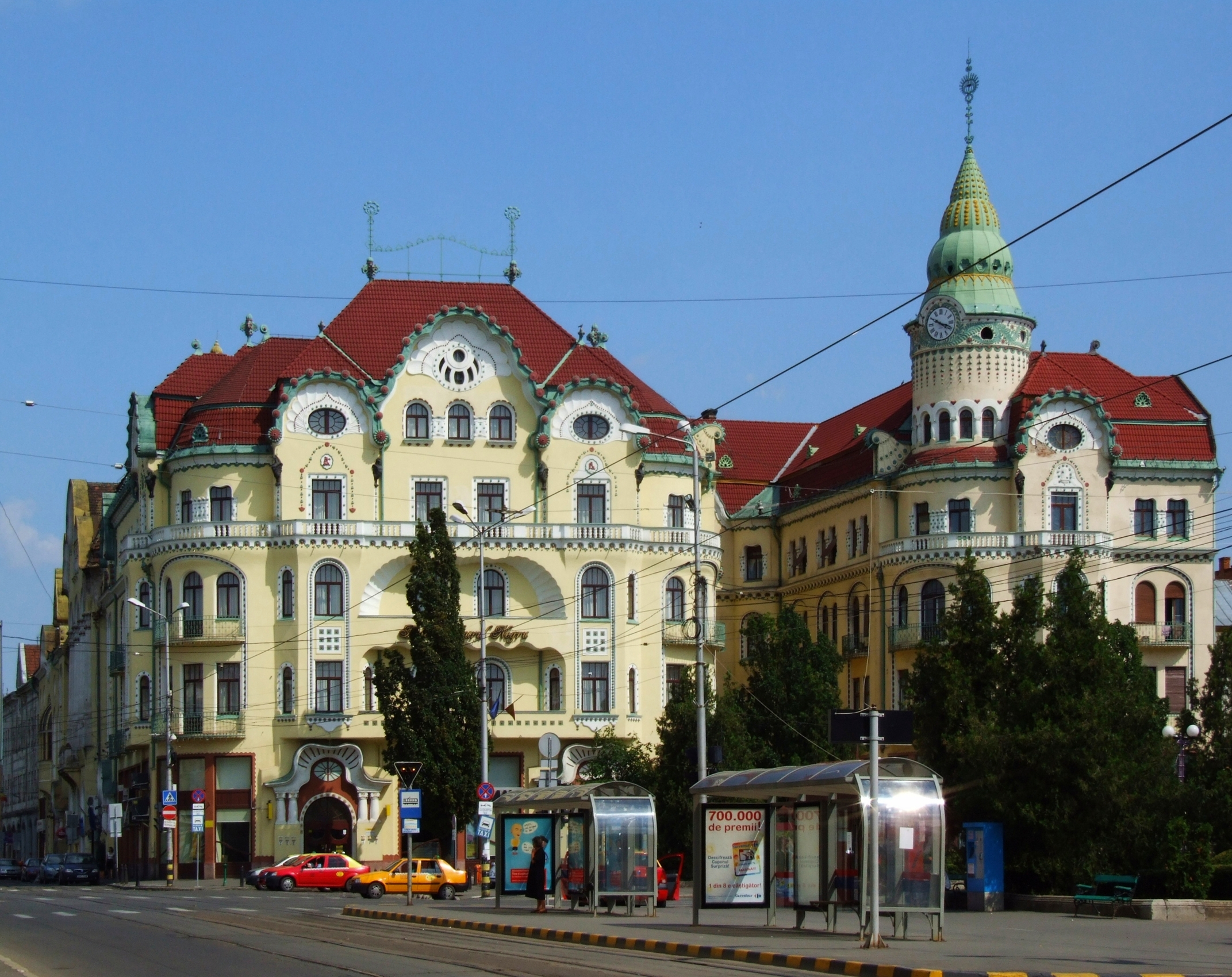
Palatul „Vulturul Negru” din Oradea
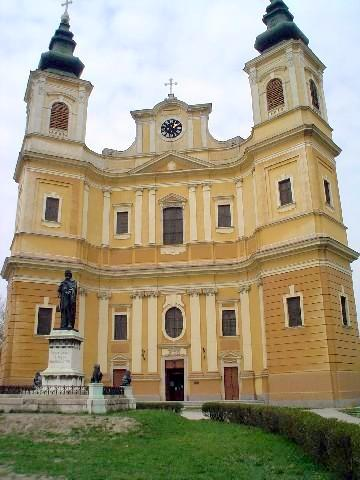
Catedrala romano-catolică în stil baroc din Oradea
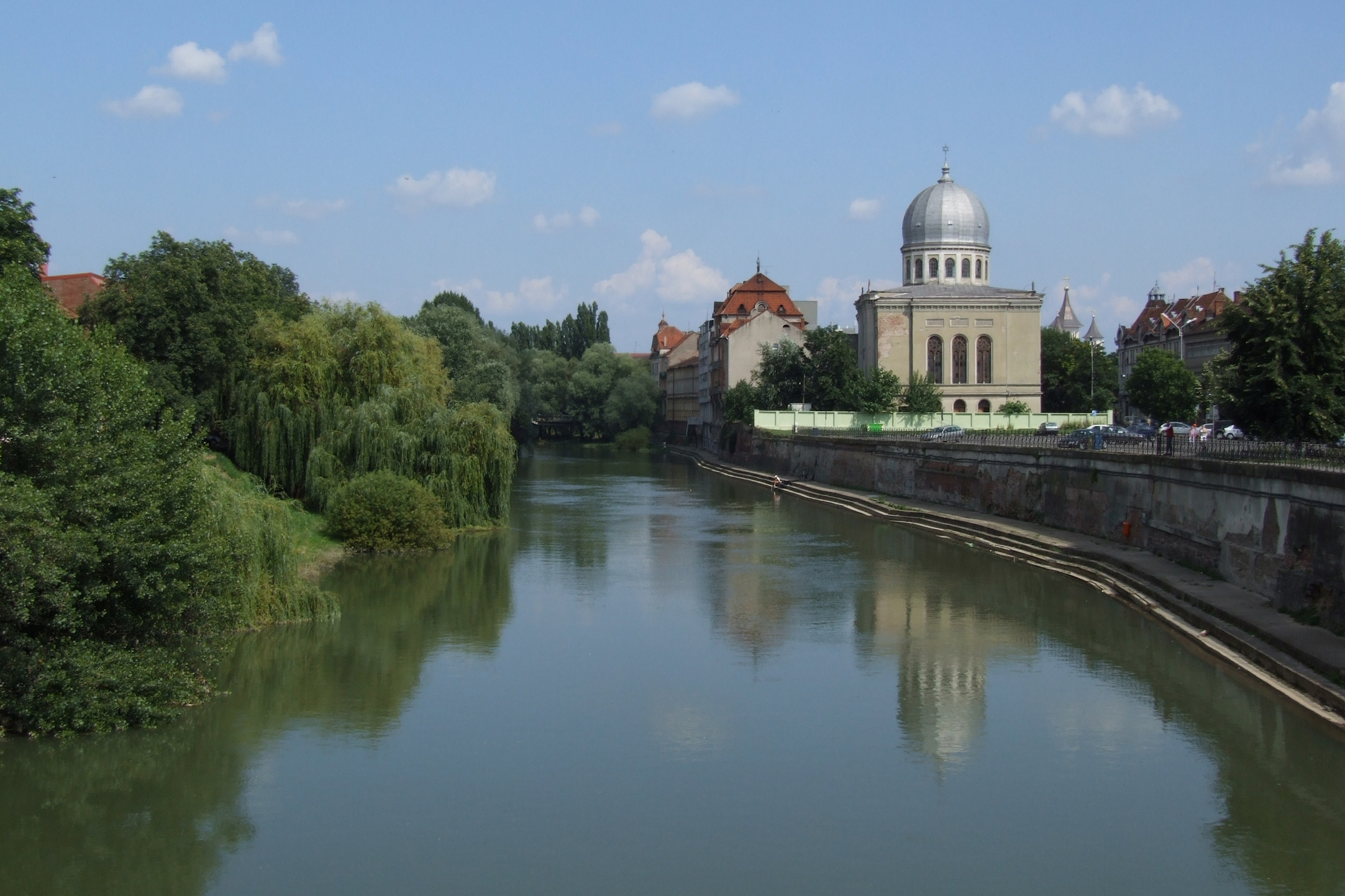
Oradea - Râul Crişul Repede și Sinagoga mare
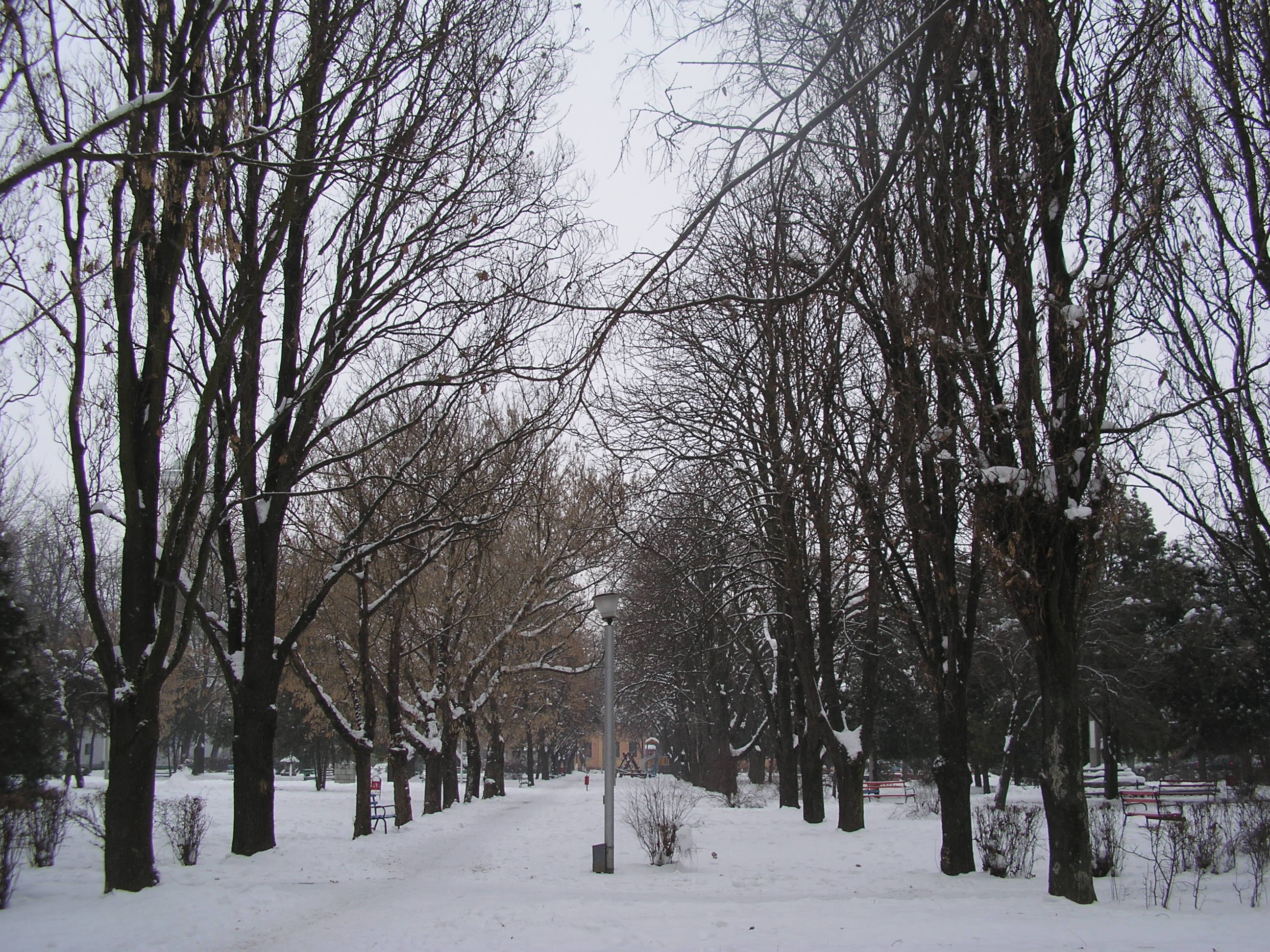
Salonta - Parcul central
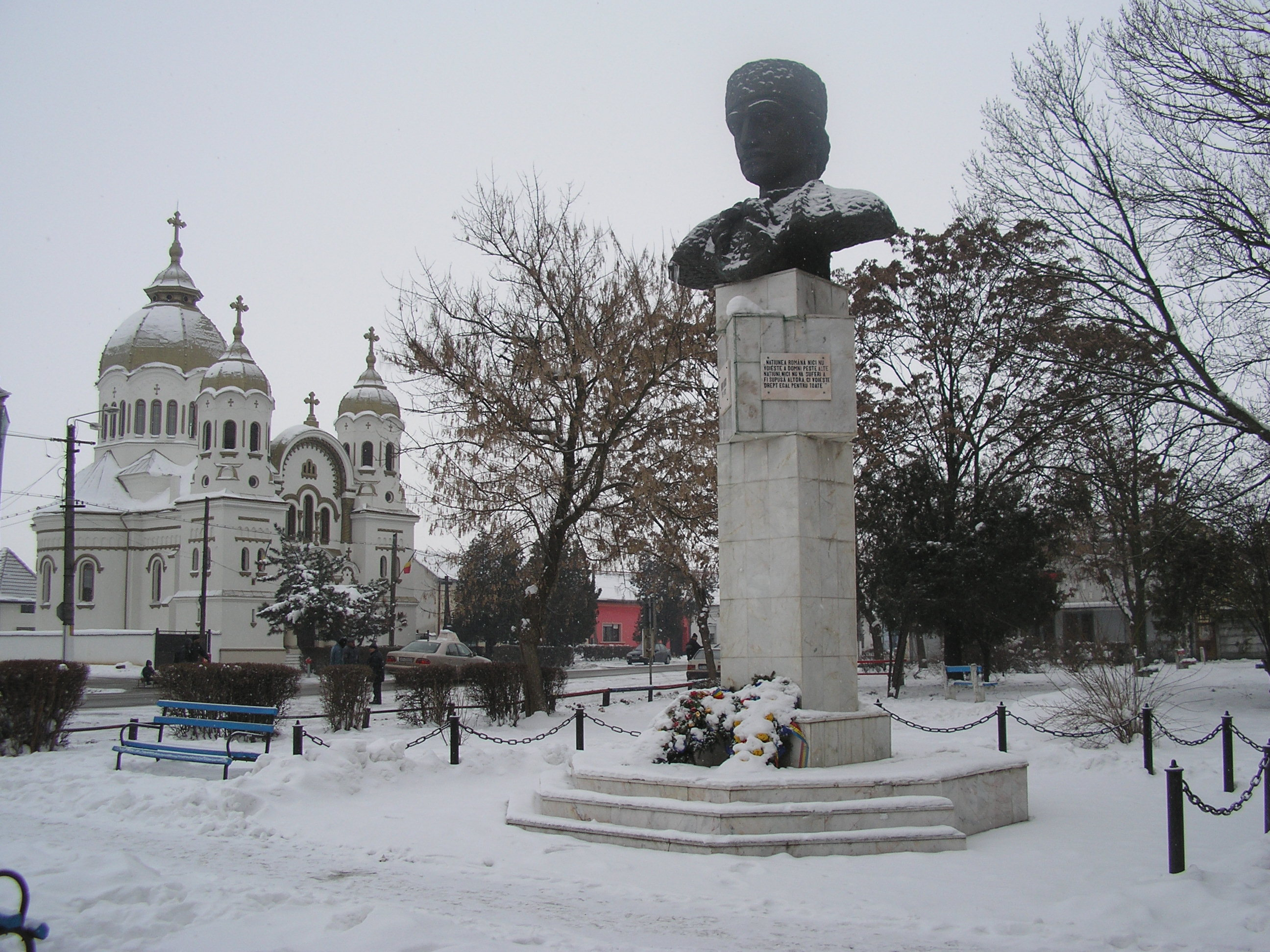
Biserică ortodoxă din Salonta
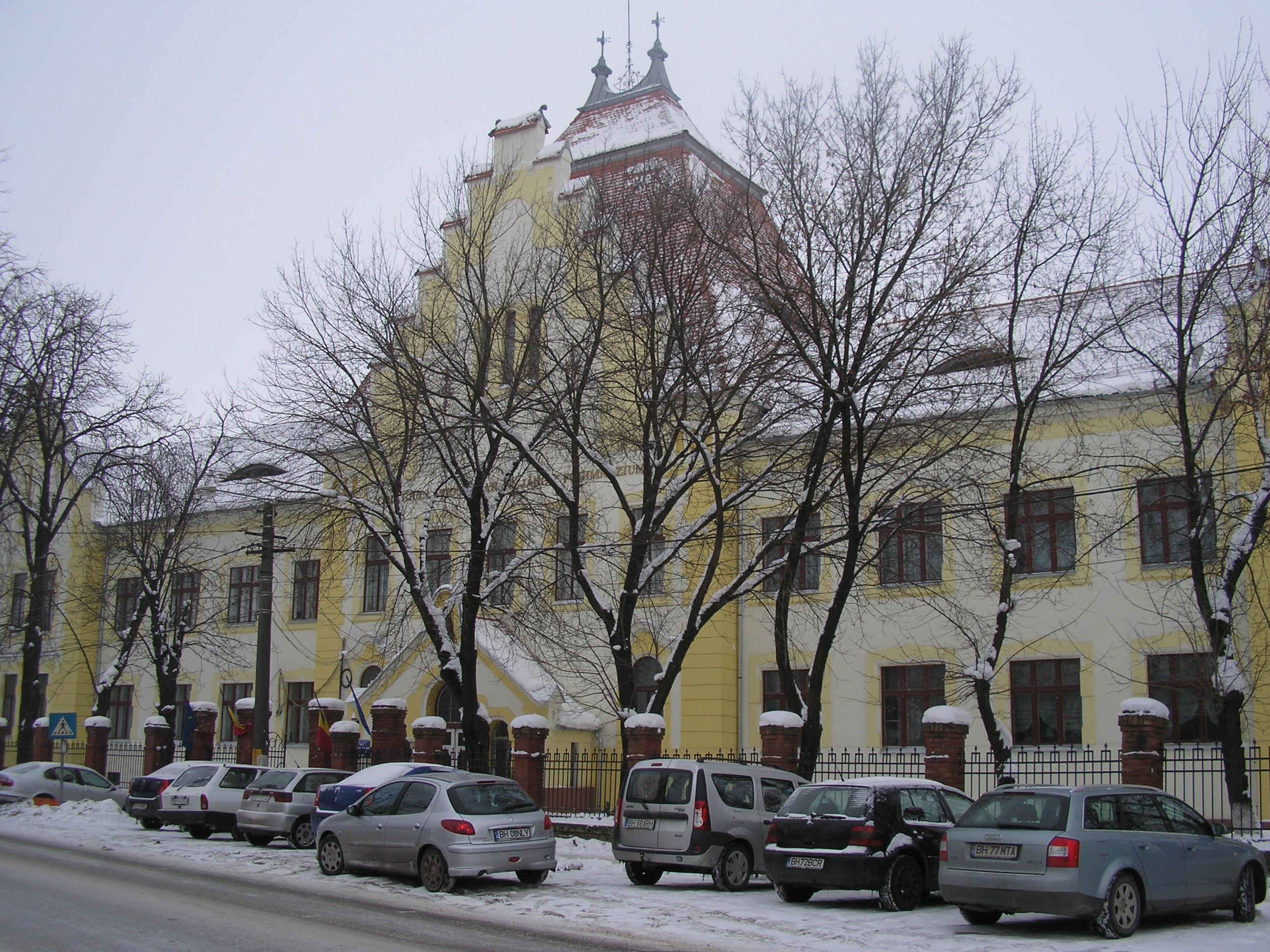
Liceul „Janos Arany” din Salonta
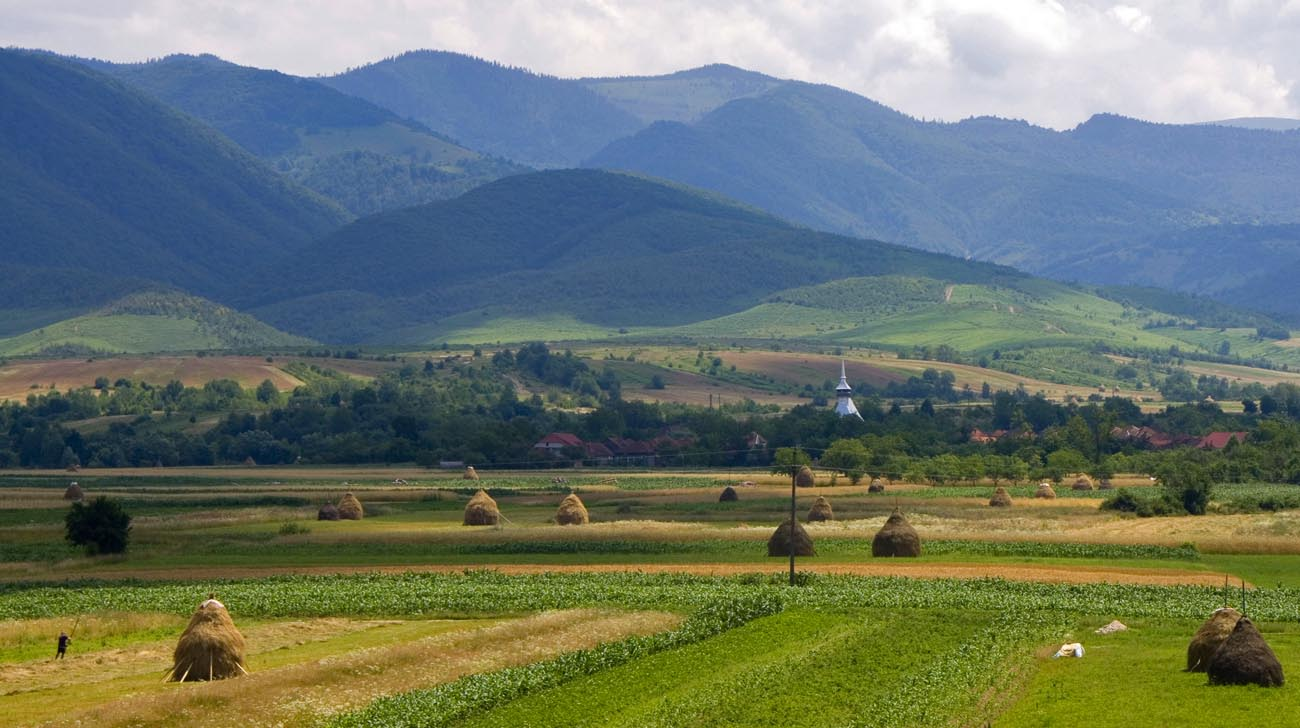
Biserica de lemn din Brădet, Bihor
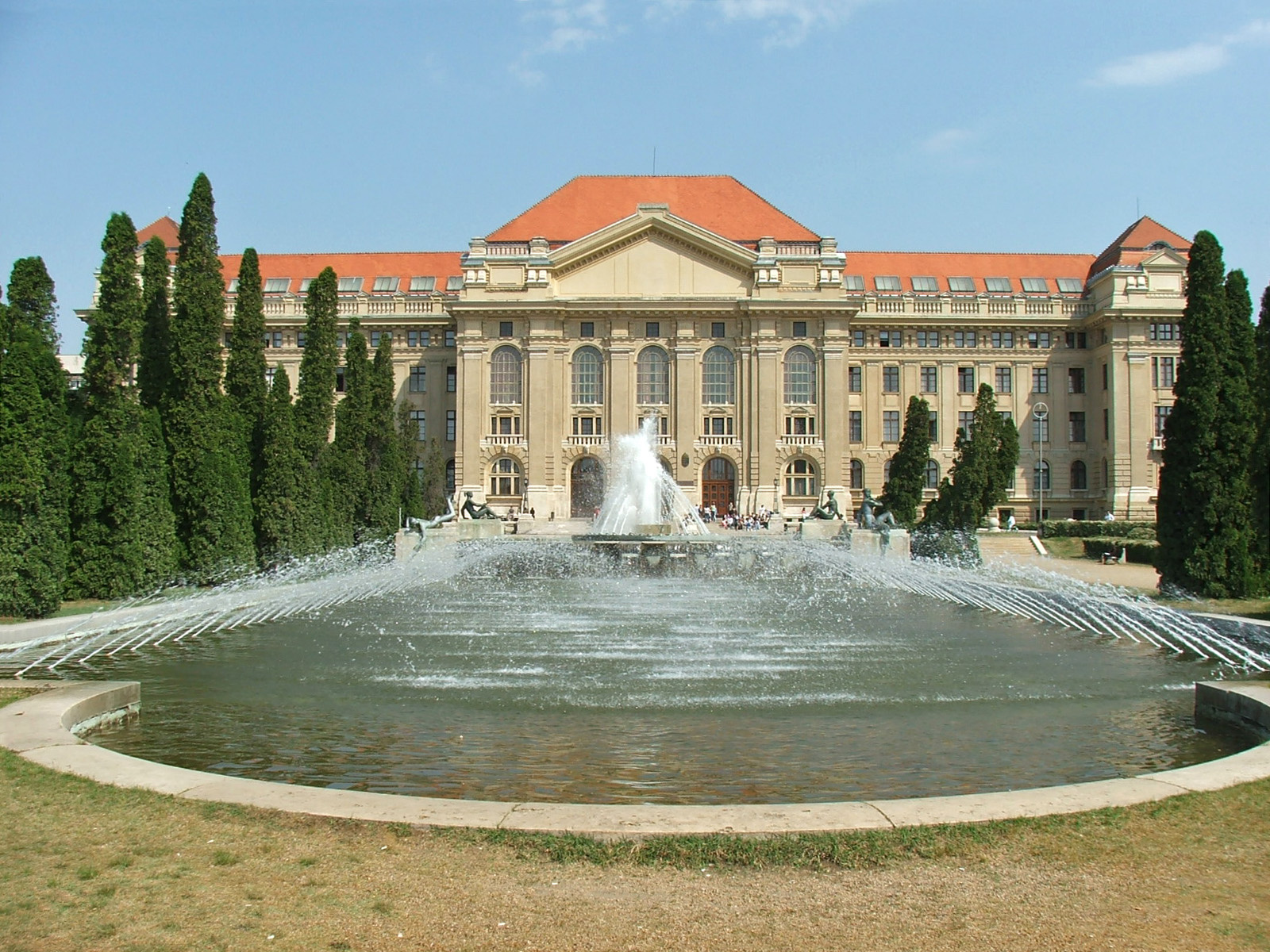
Universitatea „Lajos Kossuth” din Debreţin
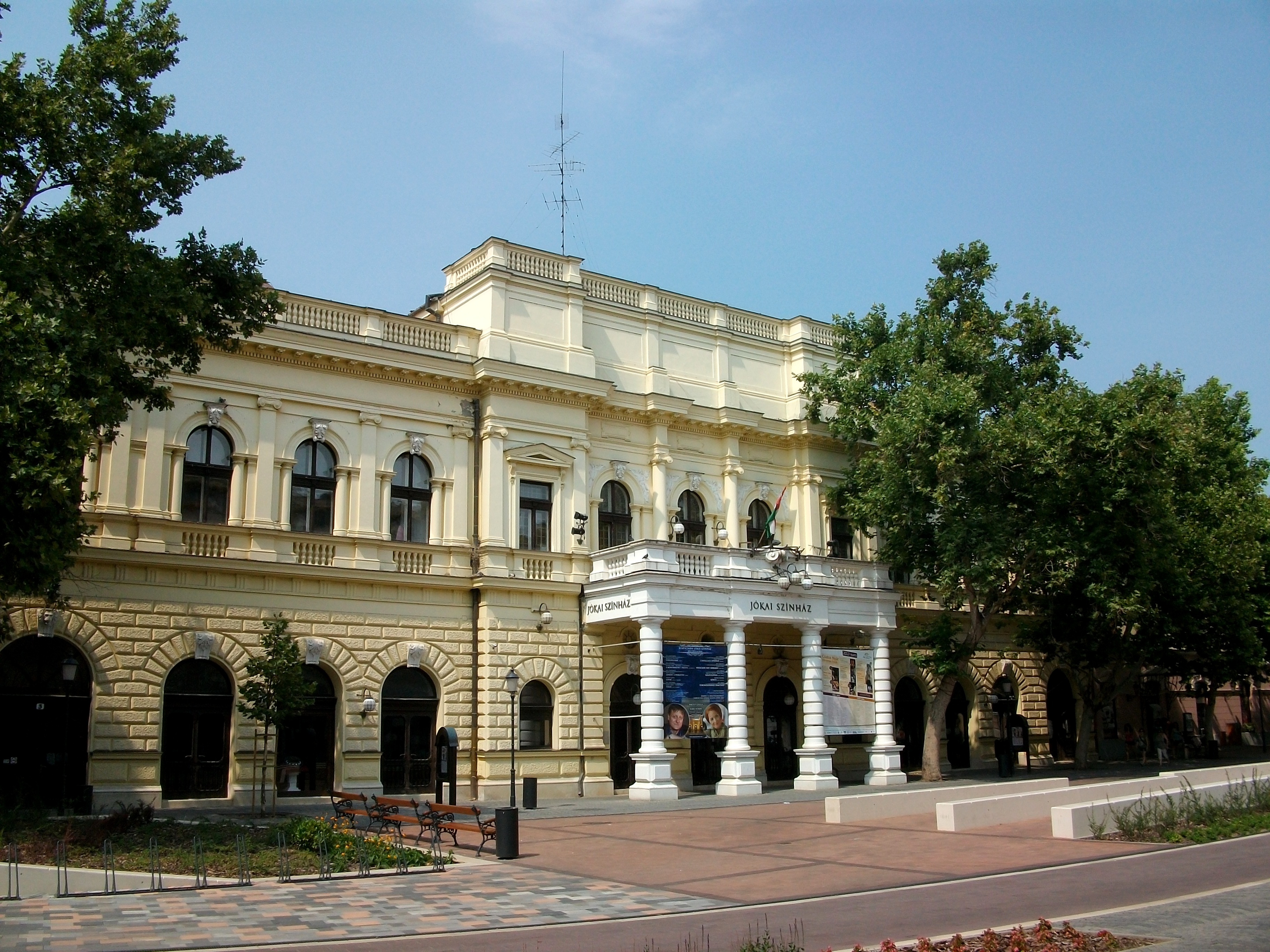
Teatrul din Bekescsaba
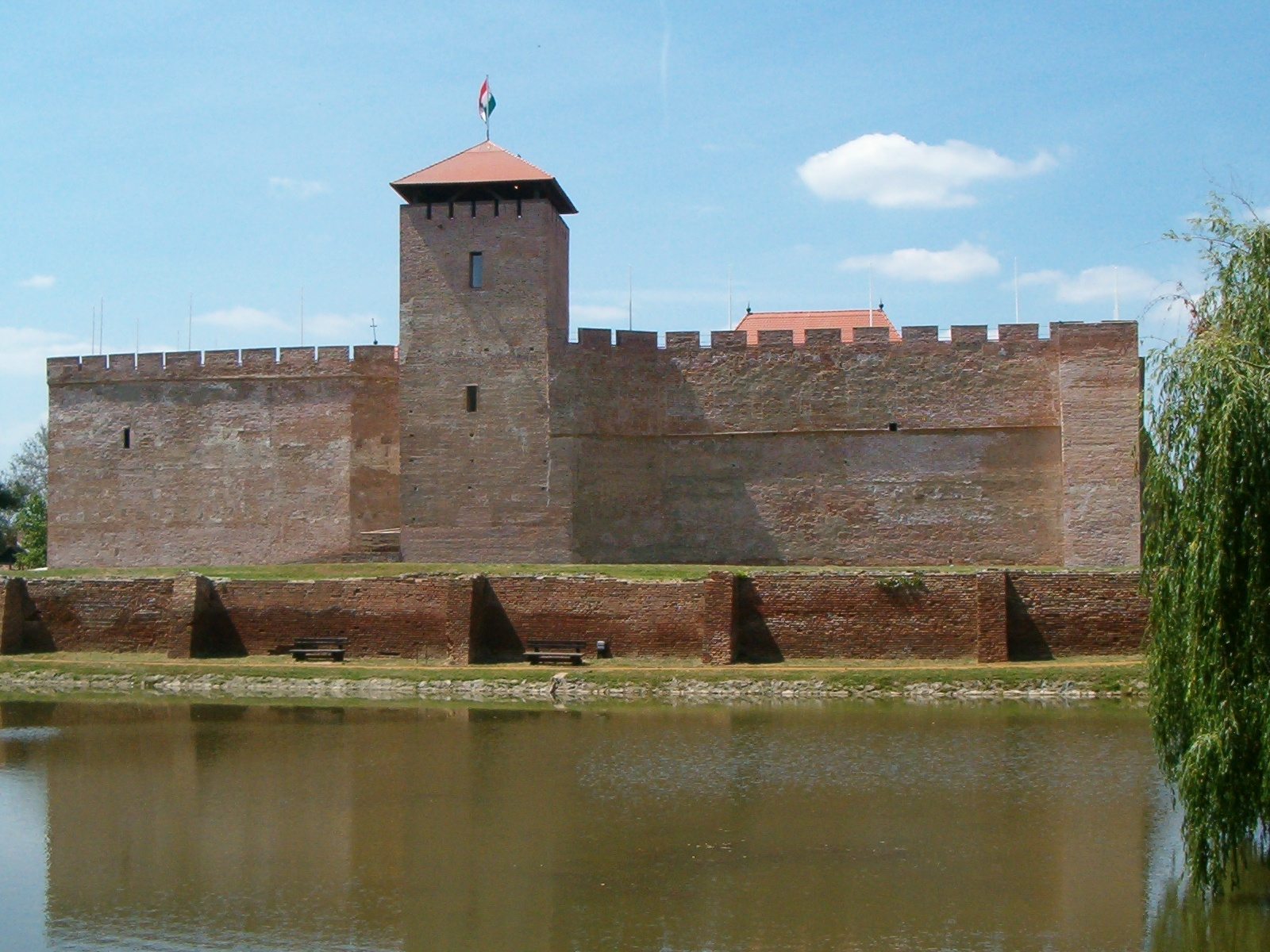
Cetatea Gyula din Jula
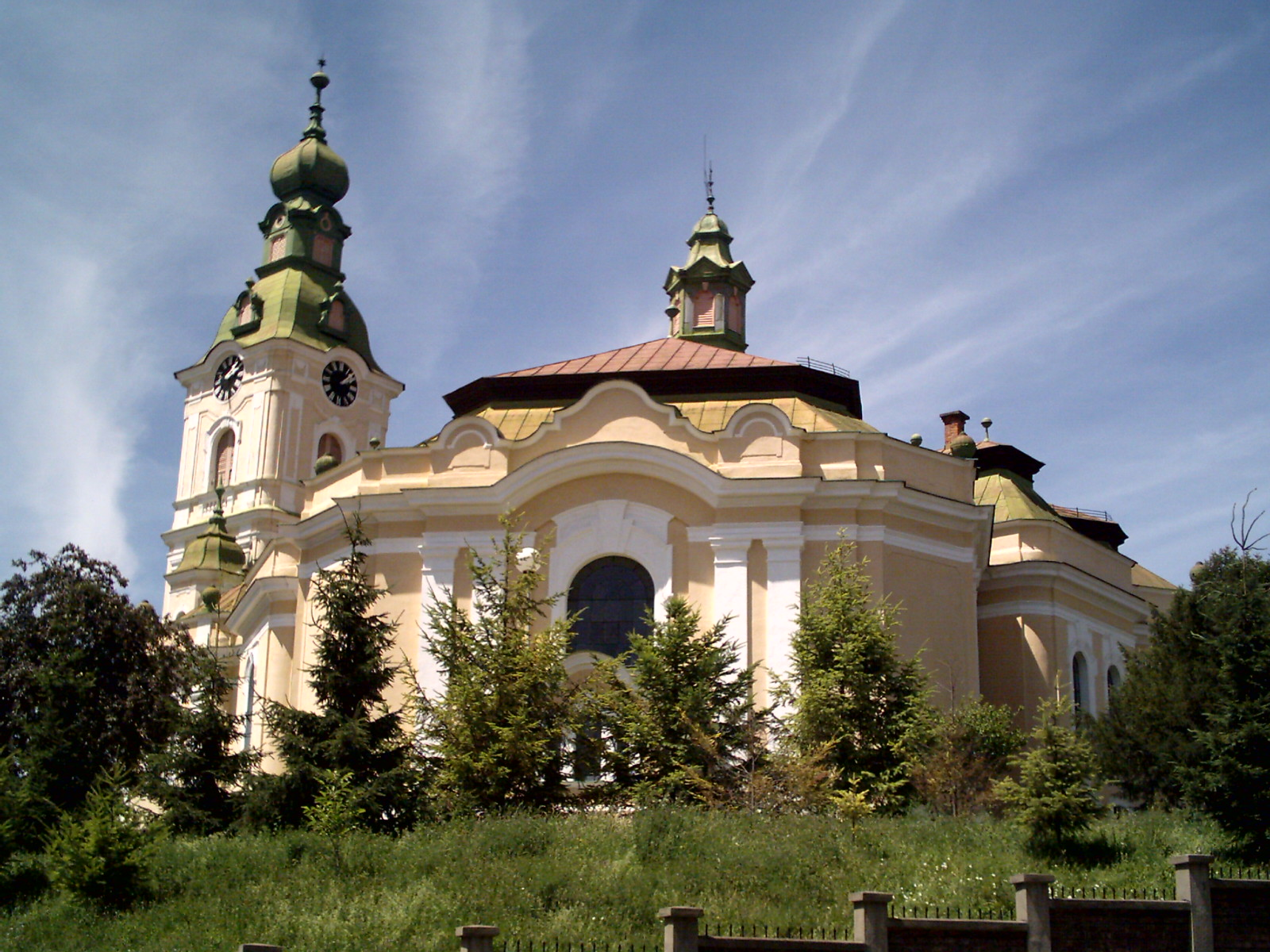
Zalău - Biserica Reformată
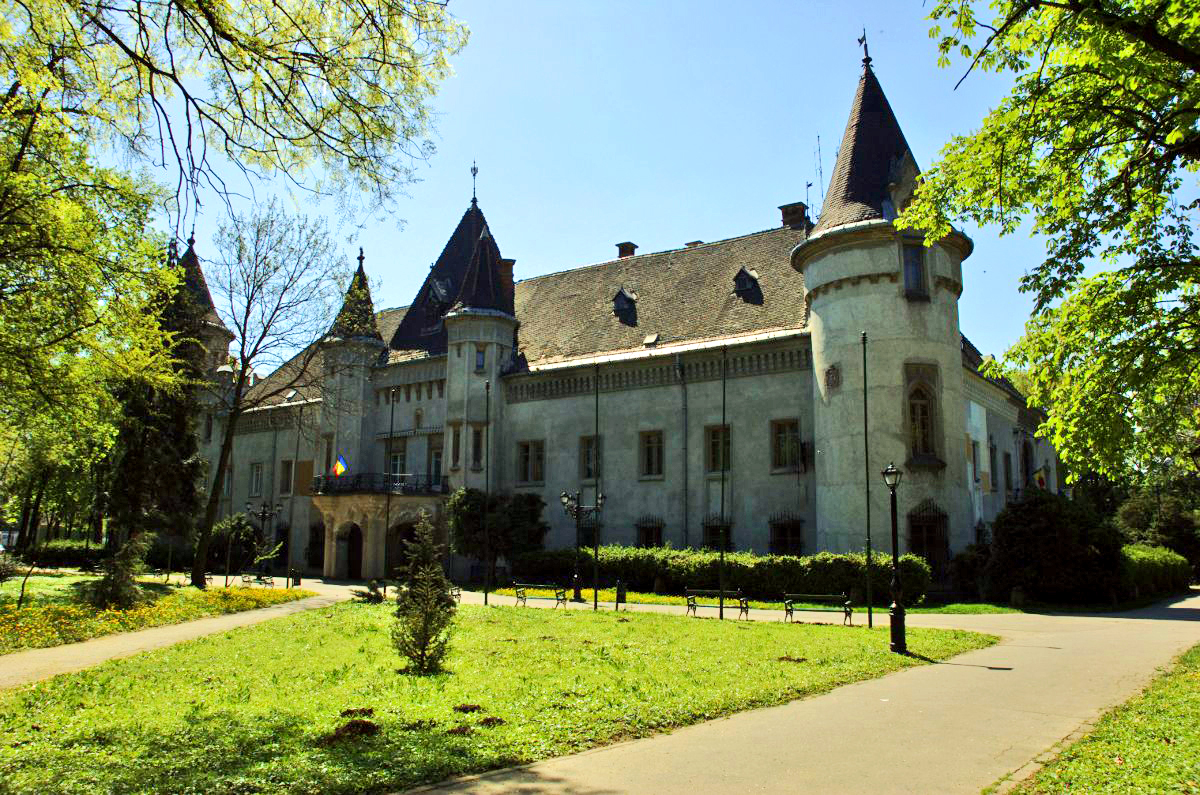
Carei - Castelul Karolyi
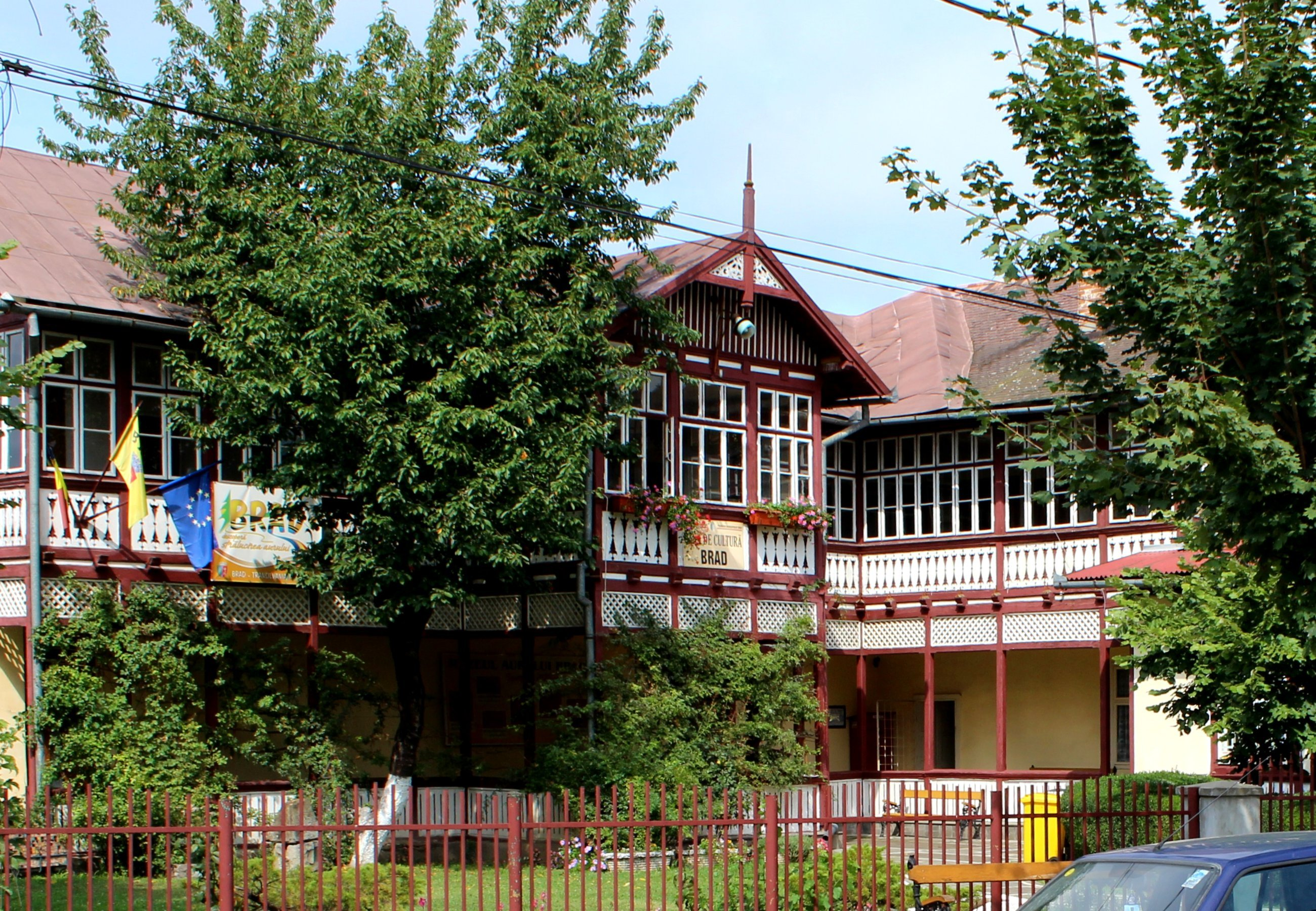
Brad - Casa de Cultură